# Thessalonike av Makedonien
Thessalonike av Makedonien (grekiska: Θεσσαλονίκη), död 295 f.Kr., var drottning av Makedonien och gift med Kassandros.  Hon var troligen Makedoniens regent för sin yngsta son Alexander V 297-295 f.Kr. 
Hon var dotter till Filip II av Makedonien och halvsyster till Alexander den store. 
Hennes make avled 297 och efterträddes av deras tre söner i samregering: Filip, Antipater och Alexander V. Det är troligt att Thessalonike fungerade som regent för sin yngste son Alexander V, eftersom han var minderårig. Efter den äldsta sonen Filips död, mördades Thessalonike av sin mellersta son Antipater. Anledningen beskrevs som "avundsjuka", och tros ha varit att hon var hans yngre brors regent och därmed den enda kvarvarande rivalen om makten, eftersom Alexander V var ett barn och inget hot, vilket tros vara anledningen till att han mördade Thessalonike och inte Alexander V själv.